# Khachaghbyur
Khachaghbyur es una localidad del raión de Vardenis, en la provincia de Gegharkunik, Armenia, con una población censada en octubre de 2011 de 1064 habitantes. 
Se encuentra ubicada al sureste de la provincia, cerca de la costa suroriental del lago Seván y de la frontera con Azerbaiyán.